# Route nationale 348
Die Route nationale 348, kurz N 348 oder RN 348, war eine französische Nationalstraße.
Die Straße führte im Zeitraum von 1933 bis 1973 von einer Straßenkreuzung mit der ehemaligen Nationalstraße 16 in Cassel aus zur belgischen Grenze bei Poperinge führte, wo sie in die belgische Nationalstraße 38 überging.